# Pterocephalidieae
Pterocephalidieae, tribus kozokrvnica raširen po Africi i Iberskom poluotoku. Pripadaju mu dva monotipična roda jednogodišnjeg raslinja i polugrmova ili grmova.

## Rodovi
1. Pterothamnus V.Mayer & Ehrend. (1 sp.), Mozambik
2. Pterocephalidium G.López (1 sp.), Portugal, Španjolska